# تومو سیونی
تومو سیونی (انگلیسی: Tomu Sione; زاده ۱۷ نوامبر ۱۹۴۱ – درگذشته آوریل ۲۰۱۶) سیاستمدار اهل تووالو بود.
تومو سیونی در آوریل ۲۰۱۶، در سن ۷۴ سالگی درگذشت.